# Lověna 2
Lověna 2 (také LOV 2, lidově flusbrok) je vzduchová pistole české výroby (družstvo Lověna) ráže 4,5 mm sloužící k rekreační a sportovní střelbě. Ačkoliv se řadí do kategorie vzduchových zbraní, kinetickou energii diabolce nepředává stlačený vzduch v bombičce nebo CO2, ale stlačená a následně uvolněná pružina (tzv. pístová vzduchovka). I tak se ale v České republice jedná o zbraň kategorie D a je tedy prodejná pouze osobám nad 18 let.
Hlaveň je bez vývrtu a kromě ní je zbraň celá vyrobena z plastu (u novějších typů, u starších převažuje kov).
Kvůli použití pístového mechanismu nedosahuje zbraň příliš velké přesnosti ani průraznosti (kvůli nízké úsťové rychlosti), a to ani na malé vzdálenosti. Tím se stala terčem kritiky široké veřejnosti.